# 35 Рака
35 Рака (лат. 35 Cancri) — звезда, которая находится в созвездии Рака. Входит в состав рассеянного звёздного скопления «Ясли». 35 Рака — горячий жёлтый гигант спектрального класса G. Звезда находится на расстоянии приблизительно 586 световых лет от нас и имеет видимую звёздную величину +6.58, то есть, невидима невооружённым глазом, но может быть замечена в бинокль.

## Характеристики
Масса звезды больше солнечной в 3.2 раза, радиус превышает солнечный в 7.6 раз. Светимость 35 Рака мощнее солнечной почти в 65 раз, температура поверхности раскалена до 5950±50 Кельвинов. Значение лучевой скорости положительно, это значит, что звезда удаляется от Солнечной системы со скоростью 36 км/с.